# Wiktar Sokal
Wiktar Sokal (belarussisch Віктар Пятровіч Сокал, russisch Виктор Петрович Сокол (Wiktor Petrowitsch Sokol); * 5. Dezember 1954 in Minsk, BSSR) ist ein ehemaliger belarussischer Fußballspieler und -trainer. Er wurde 1982 mit dem FK Dinamo Minsk Fußballmeister der Sowjetunion. Im Europapokal der Landesmeister wurde er in der darauf folgenden Saison Torschützenkönig.

## Biografie
Sokal begann seine Profikarriere bei FK Dinamo Brest in der dritten Liga der Sowjetunion. Nach zwei Jahren wechselte der Stürmer zu FK Dinamo Minsk, dem damals einzigen Vertreter der BSSR in der obersten sowjetischen Liga. Dort verbrachte er die längste Zeit seiner aktiven Fußballerkarriere und konnte 1982 mit dem Klub sogar die Fußballmeisterschaft der Sowjetunion gewinnen. Durch den Gewinn der Meisterschaft nahm der Klub in der Saison 1983/84 am Europapokal der Landesmeister teil. Dort drang er mit seiner Mannschaft bis ins Viertelfinale vor, schoss dabei insgesamt sechs Tore und wurde damit Torschützenkönig. In der nächsten Saison wurde er mit dem Verein Dritter in der Liga und nahm am UEFA-Pokal teil, wo der Verein im Viertelfinale unterlag. Im Jahr 1987 kam er mit Minsk bis ins Finale des sowjetischen Pokalwettbewerbs und nahm in der folgenden Saison am Europapokal der Pokalsieger teil, bei dem die Mannschaft am KV Mechelen scheiterte. 1991 wechselte er für eine Saison nach Polen zu Jagiellonia Białystok, kehrte danach nach Minsk zurück und spielte für kurze Zeit bei den Amateuren des FK. Diese trainierte er nach seiner aktiven Laufbahn für zwei Jahre, ging dann nochmals zu Dinamo Brest und trainierte zuletzt die U-17-Auswahl von Belarus.

## Erfolge
- UdSSR-Meister: 1982
- UdSSR-Cup: Finale 1987
- Torschützenkönig des Europapokals der Landesmeister: 1983/84